# Farhultsbeden
Farhultsbeden is een plaats in de gemeente Höganäs in het Zweedse landschap Skåne en de provincie Skåne län. De plaats heeft een inwoneraantal van 229 (2005) en een oppervlakte van 66 hectare. Dat de plaats ondanks dat het inwoneraantal boven de 200 ligt toch een småort is komt erdoor dat meer dan de helft van de huizen in de plaats vakantiehuis is.
Farhultsbeden grenst direct aan het Skälderviken en er is onder andere een zandstrand bij de plaats te vinden. De overige omgeving van Farhultsbeden bestaat voornamelijk uit landbouwgrond, ook ligt er wat bos rondom de plaats. De dichtstbijzijnde wat grotere plaats is de stad Ängeholm, deze stad ligt zo'n tien kilometer ten oosten van het dorp.
Höganäs · Viken · Jonstorp · Mölle · Arild · Mjöhult · Ingelsträde